# Oriental and Pacific Boxing Federation
Die Oriental and Pacific Boxing Federation (OPBF) ist ein Verband, der im Profiboxen Kämpfe ausrichtet und Titel vergibt. Er wurde im Jahre 1952 in Japan als Oriental Boxing Federation (OBF) gegründet. Erst 1977 wurde er in Oriental and Pacific Boxing Federation (OPBF) umbenannt, da seitdem auch Boxer aus dem pazifischen Raum um diese Titel boxen dürfen. Bis dahin waren ausschließlich asiatische Boxer berechtigt. 
Die Oriental Boxing Federation gehört zu den Verbänden, die zur Gründung der WBC (1963) beigetragen haben.